# Carl Bialik
Carl Bialik é um jornalista americano que, em 6 de fevereiro de 2017, foi nomeado Editor de Ciência de Dados do Yelp, trabalhando no Yelpblog. Antes disso, Bialik era conhecido por seu trabalho no site do Wall Street Journal e pelo próprio jornal. Ele também é co-fundador da Gelf Magazine. No final de 2013, Bialik foi contratado por Nate Silver na FiveThirtyEight.com.

## Carreira
No WSJ.com, Bialik foi o criador e escritor da coluna semanal Numbers Guy, sobre o uso e, particularmente, o uso indevido de números e estatísticas nas notícias e advocacia. Foi lançado no início de 2005.
Ele também foi o co-autor da coluna Daily Fix, semelhante a um blog do site, que se autodenomina como "uma análise diária dos melhores artigos esportivos da Web".
Sua coluna regular em Gelf, que se inclina para um foco de meta-jornalismo, mas também inclui muitos artigos humorísticos, esportivos e políticos, foi Blurb Racket, que abre as cortinas das citações dos críticos em anúncios de filmes e livros, principalmente comparando-os diretamente com as resenhas reais de onde elas vêm.
Ele também é o apresentador do podcast de tênis "Thirty Love", no qual entrevista várias figuras do mundo do tênis profissional, incluindo jogadores, treinadores, executivos e jornalistas. Bialik também é o convidado recorrente no podcast de tênis baseado em dados, "The Tennis Abstract Podcast".
Ele também escreveu para o The Monitor (Uganda), Media Life Magazine, Yale Alumni Magazine, Arabies Trends, Sports Illustrated, The Yale Herald, Yale Scientific Magazine, CareerBuilder, Student.com e publicou 5 artigos científicos a partir de 2013.
Na FiveThirtyEight, Bialik escreveu sobre uma ampla gama de assuntos, variando da política à economia, ao crime e ao esporte.

## Contexto
Ele se formou na Universidade Yale e na Bronx High School of Science. Ele é natural de Nova Iorque.